# Pace Microtechnologies
Pace Microtechnologies (nota anche come PACE) era un'azienda britannica che produce decoder principalmente per aziende come British Sky Broadcasting (BSkyB), SKY Italia, Viasat, Foxtel e così via.

## Storia
Pace Microtechnologies è stata fondata nel 1982. Nel 1987 viene prodotto il primo decoder che ha permesso all'azienda britannica di diventare leader nel settore.
La società era quotata alla Borsa di Londra fino a dicembre 2015, pochi mesi prima di essere assorbita da Arris Group.

## Principali prodotti
Pace produce esclusivamente decoder per:
- Reti TV satellitari (BSkyB, Sky Italia, ecc.)
- Reti televisive del digitale terrestre
- Sistemi di Personal Video Recorder (registrazione da satellite/DTT)
- Decoder ad alta definizione
- Decoder multiroom per vedere la TV in stanze diverse